# Oral Fixation Volumes 1&2
Oral Fixation Vol. 1 & 2 – czwarty album kompilacyjny wydany przez urodzoną w Kolumbii piosenkarki Shakiry. Album został wydany w dniu 5 grudnia 2006 roku.Zestaw zawiera Fijacion Oral Vol. 1, Oral Fixation Vol. 2 i DVD Bonus z filmami i występami na żywo z obu albumów.Album został dobrze przyjęty na całym świecie, osiągając Miejsce 25 w Hiszpanii. Spółka sprzedała około miliona egzemplarzy na całym świecie.

## Lista utworów
| #   | Tytuł                                     | Autorzy                                              |      |
| --- | ----------------------------------------- | ---------------------------------------------------- | ---- |
| 1.  | "En Tus Pupilas"                          | Shakira, Ochoa                                       | 4:21 |
| 2.  | "La Pared"                                | Shakira, Mendez                                      | 3:20 |
| 3.  | "La Tortura" (featuring Alejandro Sanz)   | Shakira, Ochoa                                       | 3:33 |
| 4.  | "Obtener Un Sí"                           | Shakira, Mendez                                      | 3:20 |
| 5.  | "Día Especial" (featuring Gustavo Cerati) | Cerati, Shakira, Ochoa                               | 4:22 |
| 6.  | "Escondite Inglés"                        | Shakira                                              | 3:10 |
| 7.  | "No"                                      | Shakira, Mendez                                      | 4:47 |
| 8.  | "Las de la Intuición"                     | Shakira, Ochoa                                       | 3:41 |
| 9.  | "Día de Enero"                            | Shakira                                              | 2:55 |
| 10. | "Lo Imprescindible"                       | Shakira, Mendez                                      | 3:58 |
| 11. | "La Pared" [Wersja akustyczna]            | Shakira, Mendez                                      | 2:41 |
| 12. | "La Tortura" [Shaketon Remix]             | Shakira, Ochoa                                       | 3:12 |
| 13. | "How Do You Do"                           | Shakira, Lauren Christy, Scott Spock, Graham Edwards | 3:45 |
| 14. | "Illegal"                                 | Shakira, Lester Mendez                               | 3:53 |
| 15. | "Hips Don't Lie"                          | Wyclef Jean, Shakira, Oscar Arfanno, LaTravia Parker | 3:38 |
| 16. | "Animal City"                             | Shakira, Luis Fernando Ochoa                         | 3:15 |
| 17. | "Don't Bother"                            | Shakira, Christy, Spock, Edwards, Heather            | 4:17 |
| 18. | "The Day And The Time"                    | Shakira, Pedro Aznar, Ochoa, Gustavo Cerati          | 4:22 |
| 19. | "Dreams For Plans"                        | Shakira, Brendan Buckley                             | 4:02 |
| 20. | "Hey You"                                 | Shakira, Tim Mitchell                                | 4:09 |
| 21. | "Your Embrance"                           | Shakira, Mitchell                                    | 3:32 |
| 22. | "Costiume Makes The Clown"                | Shakira, Buckley                                     | 3:12 |
| 23. | "Something"                               | Shakira, Ochoa                                       | 4:21 |
| 24. | "Timor"                                   | Shakira                                              | 3:32 |